# Javier Aguirresarobe
Javier Aguirresarobe Zubía (Eibar, 10 ottobre 1948) è un direttore della fotografia spagnolo di origini basche, sei volte vincitore del Premio Goya per la miglior fotografia.
Collaboratore abituale dei registi Montxo Armendáriz e Imanol Uribe, ha lavorato con molti dei maggiori autori spagnoli, tra cui Carlos Saura, Víctor Erice,  Alejandro Amenábar e Pedro Almodóvar.

## Biografia
Dopo aver compiuto studi di ottica, frequenta l'Escuela Oficial de Cinematografia, dove si diploma nel 1972. Per alcuni anni porta avanti contemporaneamente l'attività di giornalista, per El Correo Español e Fotografia Profesional (rivista per cui ricopre anche il ruolo di redattore capo), e quella di operatore.
Nel 1978 esordisce come direttore della fotografia di un lungometraggio cinematografico con il film ¿Qué hace una chica como tú en un sitio como éste?, diretto dal suo compagno di studi Fernando Colomo. Fra la fine degli anni settanta e i primi ottanta diventa «l'occhio quasi ufficiale del cinema basco», curando la fotografia di diversi episodi della serie di cortometraggi documentari Ikuska (1979-1984) e dei film di Imanol Uribe El proceso de Burgos (1979), La fuga de Segovia (1981) e La morte di Mikel (1984).
Il lavoro di Aguirresarobe raggiunge la visibilità internazionale all'inizio degli anni duemila, grazie alle collaborazioni con Alejandro Amenábar (The Others e Mare dentro) e Pedro Almodóvar (Parla con lei), che gli valgono anche due candidature agli European Film Awards. Si occupa quindi della fotografia dei film di ambientazione spagnola di Miloš Forman (L'ultimo inquisitore) e Woody Allen (Vicky Cristina Barcelona) e sudamericana di James Ivory (Quella sera dorata). Nel 2009 approda ad Hollywood, per il post-apocalittico The Road e il secondo e terzo capitolo della saga di Twilight, New Moon ed Eclipse.

## Riconoscimenti
- Festival di Berlino 1992: Orso d'argento per il contributo artistico - Beltenebros

- European Film Awards
  - candidato:
    - 2002: miglior fotografia - Parla con lei
    - 2004: miglior fotografia - Mare dentro

- Premi Goya
  - vincitore:
    - 1992: miglior fotografia - Beltenebros
    - 1996: miglior fotografia - Antártida
    - 1997: miglior fotografia - Il cane dell'ortolano
    - 2002: miglior fotografia - The Others
    - 2004: miglior fotografia - Soldados de Salamina
    - 2005: miglior fotografia - Mare dentro

  - candidato:
    - 1988: miglior fotografia - Il bosco animato
    - 1994: miglior fotografia - La madre morta
    - 1995: miglior fotografia - Días contados
    - 1999: miglior fotografia - La niña dei tuoi sogni
    - 2006: miglior fotografia - Obaba

- Premi BAFTA
  - candidato:
    - 2010: miglior fotografia - The Road

- Festival Internazionale del Cinema di San Sebastián 1996: miglior fotografia - Bwana

- Fantasporto 1986: miglior fotografia - Fuego eterno
- Sitges 1997: miglior fotografia - 99.9

## Filmografia

### Cortometraggi
- Escena, regia di José Ángel Rebolledo (1973)
- Lola, Paz y yo, regia di Miguel Ángel Díez (1974)
- La danza de lo gracioso: Barregarearen dantza, regia di Montxo Armendáriz (1974)
- En un París imaginario, regia di Fernando Colomo (1975)
- Una pareja como las demás, regia di Miguel Ángel Díez (1976)
- Pomporrutas imperiales, regia di Fernando Colomo (1976)
- Ir por lana, regia di Miguel Ángel Díez (1976)
- Ez, regia di Imanol Uribe (1977)
- Irrintzi, regia di Mirentxu Loxarte (1978)
- Ikuska-3, regia di Antton Merikaetxeberria (1979)
- Ikuska 2, regia di Pedro Olea (1979)
- Paisaje, regia di Montxo Armendáriz (1980)
- Ikusmena, regia di Montxo Armendáriz (1980)
- Ikuska 4, regia di Xabier Elorriaga (1980)
- Ikuska 8, regia di Koldo Larrañaga (1980)
- Ikuska 11, regia di Montxo Armendáriz (1981)
- Ikuska 13. Euskal kanta berria. La nueva canción vasca, regia di Imanol Uribe (1983)
- La huella árabe en España, regia di Jaime de Armiñán (1983)
- Guipuzkoa Donostia: Costa guipuzcoana, regia di Imanol Uribe (1983)
- Ngira: Gorilas en la montaña, regia di Carlos Scola (1988)
- Aquel ritmillo, regia di Javier Fesser (1995)
- Agurra, regia di Iñaki Elizalde (1996)
- Haika mutil, regia di Imanol Uribe (1997)

### Lungometraggi
- ¿Qué hace una chica como tú en un sitio como éste?, regia di Fernando Colomo (1978)
- El proceso de Burgos, regia di Imanol Uribe (1979)
- La fuga de Segovia, regia di Imanol Uribe (1981)
- Que nos quiten lo bailao, regia di Carles Mira (1983)
- La morte di Mikel (La muerte de Mikel), regia di Imanol Uribe (1984)
- El jardín secreto, regia di Carlos Suárez (1984)
- El pico 2, regia di Eloy de la Iglesia (1984)
- Bihotzez, regia di Pedro Olea (1985)
- Fuego eterno, regia di José Ángel Rebolledo (1985)
- Golfo de Vizcaya, regia di Javier Rebollo (1985)
- 27 horas, regia di Montxo Armendáriz (1986)
- La oveja negra, regia di Román Chalbaud (1987)
- Il bosco animato (El bosque animado), regia di José Luis Cuerda (1987)
- Laura, del cielo llega la noche, regia di Gonzalo Herralde (1987)
- Donde termina el corazón, regia di Carlos Scola (1989)
- La luna negra, regia di Imanol Uribe (1989)
- El sueño de Tánger, regia di Ricardo Franco (1991)
- Beltenebros, regia di Pilar Miró (1991)
- Marathon, regia di Carlos Saura (1992)
- Il sole della mela cotogna (El sol del membrillo), regia di Víctor Erice (1992)
- La madre morta (La madre muerta), regia di Juanma Bajo Ulloa (1993)
- Spara che ti passa (¡Dispara!), regia di Carlos Saura (1993)
- O Fio do Horizonte, regia di Fernando Lopes (1993)
- Una chica entre un millón, regia di Álvaro Sáenz de Heredia (1994)
- Días contados, regia di Imanol Uribe (1994)
- Ainsi soient-elles, regia di Patrick Alessandrin e Lisa Azuelos (1995)
- Antártida, regia di Manuel Huerga (1995)
- Fiesta, regia di Pierre Boutron (1995)
- Tierra, regia di Julio Medem (1996)
- Tu nombre envenena mis, regia di Pilar Miró (1996)
- Bwana, regia di Imanol Uribe (1996)
- Il cane dell'ortolano (El perro del hortelano), regia di Pilar Miró (1996)
- Segreti del cuore (Secretos del corazón), regia di Montxo Armendáriz (1997)
- 99.9, regia di Agustí Villaronga (1997)
- Lorca, regia di Iñaki Elizalde (1998)
- La niña dei tuoi sogni (La niña de tus ojos), regia di Fernando Trueba (1998)
- El milagro de P. Tinto, regia di Javier Fesser (1998)
- La fuente amarilla, regia di Miguel Santesmases (1999)
- Salsa, regia di Joyce Buñuel (2000)
- Obra maestra, regia di David Trueba (2000)
- The Others, regia di Alejandro Amenábar (2001)
- Eric Clapton and Friends, regia di Jana Bokova (2002)
- Parla con lei (Hable con ella), regia di Pedro Almodóvar (2002)
- Deseo, regia di Gerardo Vera (2002)
- Soldados de Salamina, regia di David Trueba (2003)
- Bastardo dentro (Mauvais esprit), regia di Patrick Alessandrin (2003)
- Mare dentro (Mar adentro), regia di Alejandro Amenábar (2004)
- Il ponte di San Luis Rey (The Bridge of San Luis Rey), regia di Mary McGuckian (2004)
- Hormigas en la boca, regia di Mariano Barroso (2005)
- Obaba, regia di Montxo Armendáriz (2005)
- L'ultimo inquisitore (Goya's Ghosts), regia di Miloš Forman (2006)
- La carta esférica, regia di Imanol Uribe (2007)
- Vicky Cristina Barcelona, regia di Woody Allen (2008)
- Arráncame la vida, regia di Roberto Sneider (2008)
- Quella sera dorata (The City of Your Final Destination), regia di James Ivory (2009)
- The Road, regia di John Hillcoat (2009)
- The Twilight Saga: New Moon, regia di Chris Weitz (2009)
- The Twilight Saga: Eclipse, regia di David Slade (2010)
- Fright Night - Il vampiro della porta accanto, regia di Craig Gillespie (2011)
- Warm Bodies, regia di Jonathan Levine (2013)
- Io sono tu (Identity Thief), regia di Seth Gordon (2013)
- Blue Jasmine, regia di Woody Allen (2013)
- Poltergeist, regia di Gil Kenan (2015)
- Piccoli brividi (Goosebumps), regia di Rob Letterman (2015)
- L'ultima tempesta (The Finest Hours), regia di Craig Gillespie (2016)
- The Promise, regia di Terry George (2016)
- Thor: Ragnarok, regia di Taika Waititi (2017)
- Operation Finale, regia di Chris Weitz (2018)
- Dora e la città perduta (Dora and the Lost City of Gold), regia di James Bobin (2019)
- Il talento di Mr. Crocodile (Lyle, Lyle, Crocodile), regia di Will Speck e Josh Gordon (2022)
- Di là dal fiume e tra gli alberi (Across the River and into the Trees), regia di Paula Ortiz (2022)